# Заіченко Костянтин Вікторович
Костянти́н Ві́кторович Заі́ченко — український військовослужбовець, полковник 39 ЗРП Збройних сил України, учасник російсько-української війни. Кавалер Хреста бойових заслуг, повний лицар ордена Богдана Хмельницького.

## Життєпис
Станом на 2018 рік командир 39-го зенітного ракетного полку.
Під час повномасштабного російського вторгнення полк під керівництвом полковника Костянтина Заіченка знищив чотири ворожі літаки Су-30, три вертольоти, дві крилатих ракети та понад 230 БПЛА. Також він зумів зібрати та відновити роботу підрозділів РЕБ, які разом з вогневими засобами забезпечили надійне прикриття від повітряних атак підрозділів Сухопутних військ на напрямках Щастя, Сєвєродонецьк, Кремінна, Рубіжне, Попасна, Ізюм, Сіверськ.

## Нагороди
- Хрест бойових заслуг (14 жовтня 2022) — за особисту хоробрість і відвагу, виявлені у захисті державного суверенітету та територіальної цілісності України, самовіддане виконання військового обов'язку[4];
- орден Богдана Хмельницького I ступеня (12 лютого 2024) — за особисту мужність, виявлену у захисті державного суверенітету та територіальної цілісності України, самовіддане виконання військового обов'язку[5];
- орден Богдана Хмельницького II ступеня (2 квітня 2022) — за особисту мужність і самовіддані дії, виявлені у захисті державного суверенітету та територіальної цілісності України, вірність військовій присязі[6];
- орден Богдана Хмельницького III ступеня (17 травня 2019) — за значні особисті заслуги у захисті державного суверенітету та територіальної цілісності України, громадянську мужність, самовідданість у  відстоюванні конституційних засад демократії, прав і свобод людини, вагомий внесок у культурно-освітній розвиток держави, активну волонтерську діяльність[7].